# VARTA
VARTA AG (Vertrieb, Aufladung, Reparatur transportabler Akkumulatoren) er en tysk batteriproducent. De producerer batterier til biler, industri og forbrugere.
VARTA blev etableret af Adolf Müller i 1887 og i 1904 blev det et datterselskab til Accumulatoren-Fabrik AFA. Hovedkvarteret er i Ellwangen.